# Llista d'asteroides/115101–115200
| Nom      | Designació provisional | Data de descobriment | Lloc de descobriment | Descobridor/s  |
| -------- | ---------------------- | -------------------- | -------------------- | -------------- |
| 115101 - | 2003 SD23              | 16 de setembre, 2003 | Palomar              | NEAT           |
| 115102 - | 2003 SP24              | 17 de setembre, 2003 | Socorro              | LINEAR         |
| 115103 - | 2003 SK25              | 17 de setembre, 2003 | Kitt Peak            | Spacewatch     |
| 115104 - | 2003 SW25              | 17 de setembre, 2003 | Haleakala            | NEAT           |
| 115105 - | 2003 SQ26              | 17 de setembre, 2003 | Haleakala            | NEAT           |
| 115106 - | 2003 SF27              | 18 de setembre, 2003 | Socorro              | LINEAR         |
| 115107 - | 2003 ST30              | 18 de setembre, 2003 | Kitt Peak            | Spacewatch     |
| 115108 - | 2003 SA31              | 18 de setembre, 2003 | Palomar              | NEAT           |
| 115109 - | 2003 SK32              | 17 de setembre, 2003 | Palomar              | NEAT           |
| 115110 - | 2003 SR33              | 18 de setembre, 2003 | Socorro              | LINEAR         |
| 115111 - | 2003 ST35              | 16 de setembre, 2003 | Kitt Peak            | Spacewatch     |
| 115112 - | 2003 SQ37              | 16 de setembre, 2003 | Palomar              | NEAT           |
| 115113 - | 2003 SN38              | 16 de setembre, 2003 | Palomar              | NEAT           |
| 115114 - | 2003 SB39              | 16 de setembre, 2003 | Palomar              | NEAT           |
| 115115 - | 2003 SX39              | 16 de setembre, 2003 | Palomar              | NEAT           |
| 115116 - | 2003 SE40              | 16 de setembre, 2003 | Palomar              | NEAT           |
| 115117 - | 2003 SQ41              | 18 de setembre, 2003 | Palomar              | NEAT           |
| 115118 - | 2003 SB44              | 16 de setembre, 2003 | Anderson Mesa        | LONEOS         |
| 115119 - | 2003 SP44              | 16 de setembre, 2003 | Anderson Mesa        | LONEOS         |
| 115120 - | 2003 SV44              | 16 de setembre, 2003 | Anderson Mesa        | LONEOS         |
| 115121 - | 2003 SP46              | 16 de setembre, 2003 | Anderson Mesa        | LONEOS         |
| 115122 - | 2003 SQ46              | 16 de setembre, 2003 | Anderson Mesa        | LONEOS         |
| 115123 - | 2003 SR47              | 18 de setembre, 2003 | Palomar              | NEAT           |
| 115124 - | 2003 ST47              | 18 de setembre, 2003 | Palomar              | NEAT           |
| 115125 - | 2003 SA48              | 18 de setembre, 2003 | Palomar              | NEAT           |
| 115126 - | 2003 SC49              | 18 de setembre, 2003 | Palomar              | NEAT           |
| 115127 - | 2003 SJ49              | 18 de setembre, 2003 | Palomar              | NEAT           |
| 115128 - | 2003 SC51              | 18 de setembre, 2003 | Palomar              | NEAT           |
| 115129 - | 2003 SL52              | 18 de setembre, 2003 | Palomar              | NEAT           |
| 115130 - | 2003 SV52              | 19 de setembre, 2003 | Palomar              | NEAT           |
| 115131 - | 2003 SB53              | 19 de setembre, 2003 | Palomar              | NEAT           |
| 115132 - | 2003 SM53              | 16 de setembre, 2003 | Kitt Peak            | Spacewatch     |
| 115133 - | 2003 SN53              | 16 de setembre, 2003 | Socorro              | LINEAR         |
| 115134 - | 2003 SW55              | 16 de setembre, 2003 | Anderson Mesa        | LONEOS         |
| 115135 - | 2003 SK57              | 16 de setembre, 2003 | Kitt Peak            | Spacewatch     |
| 115136 - | 2003 SN57              | 16 de setembre, 2003 | Kitt Peak            | Spacewatch     |
| 115137 - | 2003 SX57              | 16 de setembre, 2003 | Kitt Peak            | Spacewatch     |
| 115138 - | 2003 SE58              | 17 de setembre, 2003 | Anderson Mesa        | LONEOS         |
| 115139 - | 2003 SB59              | 17 de setembre, 2003 | Anderson Mesa        | LONEOS         |
| 115140 - | 2003 SE59              | 17 de setembre, 2003 | Anderson Mesa        | LONEOS         |
| 115141 - | 2003 SZ61              | 17 de setembre, 2003 | Socorro              | LINEAR         |
| 115142 - | 2003 SM64              | 18 de setembre, 2003 | Campo Imperatore     | CINEOS         |
| 115143 - | 2003 SO64              | 18 de setembre, 2003 | Campo Imperatore     | CINEOS         |
| 115144 - | 2003 SQ64              | 18 de setembre, 2003 | Campo Imperatore     | CINEOS         |
| 115145 - | 2003 SD65              | 18 de setembre, 2003 | Campo Imperatore     | CINEOS         |
| 115146 - | 2003 SK66              | 18 de setembre, 2003 | Campo Imperatore     | CINEOS         |
| 115147 - | 2003 SU66              | 19 de setembre, 2003 | Campo Imperatore     | CINEOS         |
| 115148 - | 2003 SZ66              | 19 de setembre, 2003 | Campo Imperatore     | CINEOS         |
| 115149 - | 2003 SA67              | 19 de setembre, 2003 | Socorro              | LINEAR         |
| 115150 - | 2003 SH67              | 19 de setembre, 2003 | Socorro              | LINEAR         |
| 115151 - | 2003 SP67              | 19 de setembre, 2003 | Socorro              | LINEAR         |
| 115152 - | 2003 SA68              | 17 de setembre, 2003 | Desert Eagle         | W. K. Y. Yeung |
| 115153 - | 2003 SB69              | 17 de setembre, 2003 | Kitt Peak            | Spacewatch     |
| 115154 - | 2003 SN70              | 17 de setembre, 2003 | Kitt Peak            | Spacewatch     |
| 115155 - | 2003 SJ71              | 18 de setembre, 2003 | Kitt Peak            | Spacewatch     |
| 115156 - | 2003 SR71              | 18 de setembre, 2003 | Kitt Peak            | Spacewatch     |
| 115157 - | 2003 SG73              | 18 de setembre, 2003 | Kitt Peak            | Spacewatch     |
| 115158 - | 2003 SA74              | 18 de setembre, 2003 | Kitt Peak            | Spacewatch     |
| 115159 - | 2003 SP75              | 18 de setembre, 2003 | Kitt Peak            | Spacewatch     |
| 115160 - | 2003 SF76              | 18 de setembre, 2003 | Kitt Peak            | Spacewatch     |
| 115161 - | 2003 SH76              | 18 de setembre, 2003 | Kitt Peak            | Spacewatch     |
| 115162 - | 2003 SL76              | 18 de setembre, 2003 | Kitt Peak            | Spacewatch     |
| 115163 - | 2003 SN76              | 18 de setembre, 2003 | Kitt Peak            | Spacewatch     |
| 115164 - | 2003 SJ80              | 19 de setembre, 2003 | Kitt Peak            | Spacewatch     |
| 115165 - | 2003 SL80              | 19 de setembre, 2003 | Kitt Peak            | Spacewatch     |
| 115166 - | 2003 SM80              | 19 de setembre, 2003 | Kitt Peak            | Spacewatch     |
| 115167 - | 2003 SR80              | 19 de setembre, 2003 | Kitt Peak            | Spacewatch     |
| 115168 - | 2003 SV80              | 19 de setembre, 2003 | Haleakala            | NEAT           |
| 115169 - | 2003 SW80              | 19 de setembre, 2003 | Kitt Peak            | Spacewatch     |
| 115170 - | 2003 SF81              | 19 de setembre, 2003 | Kitt Peak            | Spacewatch     |
| 115171 - | 2003 SS81              | 19 de setembre, 2003 | Haleakala            | NEAT           |
| 115172 - | 2003 SN82              | 18 de setembre, 2003 | Socorro              | LINEAR         |
| 115173 - | 2003 SW83              | 18 de setembre, 2003 | Palomar              | NEAT           |
| 115174 - | 2003 SA87              | 17 de setembre, 2003 | Socorro              | LINEAR         |
| 115175 - | 2003 SG87              | 17 de setembre, 2003 | Socorro              | LINEAR         |
| 115176 - | 2003 SN87              | 17 de setembre, 2003 | Socorro              | LINEAR         |
| 115177 - | 2003 ST87              | 17 de setembre, 2003 | Haleakala            | NEAT           |
| 115178 - | 2003 SO88              | 18 de setembre, 2003 | Anderson Mesa        | LONEOS         |
| 115179 - | 2003 SX89              | 18 de setembre, 2003 | Palomar              | NEAT           |
| 115180 - | 2003 SM90              | 18 de setembre, 2003 | Socorro              | LINEAR         |
| 115181 - | 2003 SX91              | 18 de setembre, 2003 | Palomar              | NEAT           |
| 115182 - | 2003 ST92              | 18 de setembre, 2003 | Kitt Peak            | Spacewatch     |
| 115183 - | 2003 SO94              | 19 de setembre, 2003 | Campo Imperatore     | CINEOS         |
| 115184 - | 2003 SO95              | 19 de setembre, 2003 | Palomar              | NEAT           |
| 115185 - | 2003 SD97              | 19 de setembre, 2003 | Socorro              | LINEAR         |
| 115186 - | 2003 SB98              | 19 de setembre, 2003 | Socorro              | LINEAR         |
| 115187 - | 2003 SD103             | 20 de setembre, 2003 | Socorro              | LINEAR         |
| 115188 - | 2003 SP103             | 20 de setembre, 2003 | Socorro              | LINEAR         |
| 115189 - | 2003 SY103             | 20 de setembre, 2003 | Socorro              | LINEAR         |
| 115190 - | 2003 SW105             | 20 de setembre, 2003 | Palomar              | NEAT           |
| 115191 - | 2003 SZ105             | 20 de setembre, 2003 | Haleakala            | NEAT           |
| 115192 - | 2003 SO106             | 20 de setembre, 2003 | Farpoint             | Farpoint       |
| 115193 - | 2003 SA107             | 20 de setembre, 2003 | Palomar              | NEAT           |
| 115194 - | 2003 SF107             | 20 de setembre, 2003 | Palomar              | NEAT           |
| 115195 - | 2003 SJ108             | 20 de setembre, 2003 | Palomar              | NEAT           |
| 115196 - | 2003 SB109             | 20 de setembre, 2003 | Kitt Peak            | Spacewatch     |
| 115197 - | 2003 SH109             | 20 de setembre, 2003 | Kitt Peak            | Spacewatch     |
| 115198 - | 2003 SQ110             | 20 de setembre, 2003 | Palomar              | NEAT           |
| 115199 - | 2003 SR110             | 20 de setembre, 2003 | Palomar              | NEAT           |
| 115200 - | 2003 SV110             | 20 de setembre, 2003 | Palomar              | NEAT           |